# Berlinfördraget (1899)

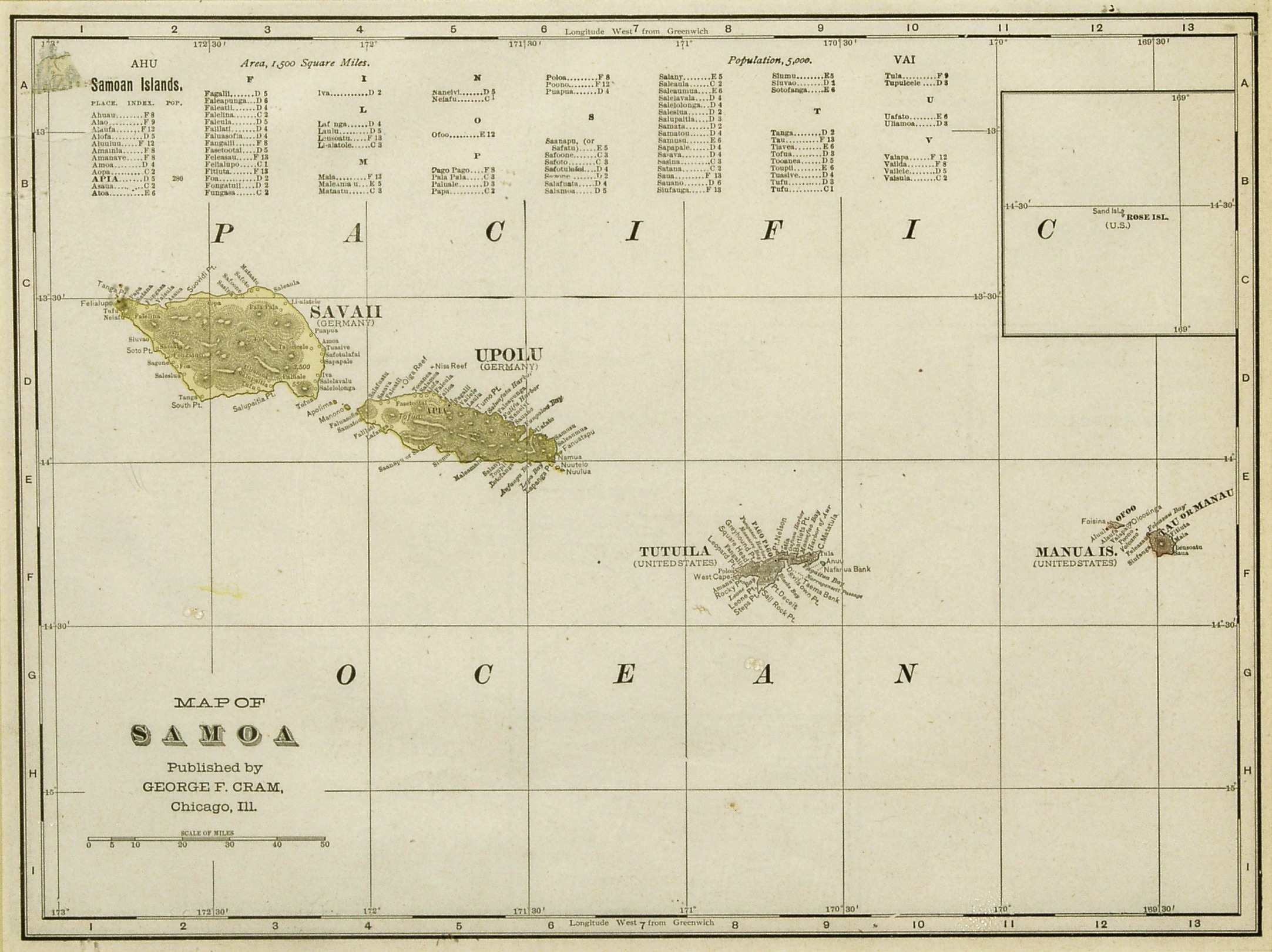
Samoa 1896

Berlinfördraget (tyska Vertrag über Samoa, engelska Treaty of Berlin, i Polynesien ofta Anglo-German Samoa Convention) var ett avtal som slöts 1899 mellan Kejsardömet Tyskland, USA och Storbritannien där gränsen mellan ländernas utomeuropeiska besittningar i Stilla havet och delvis även i Afrika bestämdes. USA undertecknade avtalet först senare samma år.

## Fördraget
Fördraget innebar en uppdelning av ländernas intresseområden i trakten där Samoa var en strategiskt viktig plats för resor mot Kina.
Detta innebar att: 
- Samoa delades längs den 171: longituden mellan USA som tilldelades den östra delen (nuvarande Amerikanska Samoa) och Kejsardömet Tyskland som tilldelades den västra delen, som blev Tyska Samoa (nuvarande Samoa).

- Storbritannien gav upp alla anspråk på Samoaöarna och erhöll i gengäld Tongaöarna och alla öar (främst nuvarande Salomonöarna) sydöst om Bougainville (förutom Buka).

- Tyskland gav upp alla anspråk på Zanzibar och den neutrala zonen i Afrika mellan Togoland och Guldkusten reglerades.

## Historia
Redan den 26 juli 1887 inleddes en konferens om Samoa i Washington mellan USA, Storbritannien och Kejsardömet Tyskland som dock inte ledde till något avtal (1).
Förhandlingarna fortsatte dock och den 14 juni 1889 hade man arbetat fram ett förslag till slutdokument "The Final Act of The Berlin Conference on Samoan Affairs" (2).
Nya stridigheter uppstod dock återigen i området som kom till sin spets kring tronskiftet efter den lokale monarken Malietoa Laupepa död 1898.
Det slutgiltiga fördraget undertecknades den 14 november 1899 samtidigt i London och Berlin (3). Fördraget undertecknades den 2 december även av USA och ratificerades den 16 februari 1900 (4).
Den 17 april 1900 avträdde de lokala ledarna på Tutuila och Aunu'u makten till USA och samma dag hissades den amerikanska flaggan i Pago Pago  när kungörelsen om upprättandet av Amerikanska Samoa lästes upp (5).